# Мустафа-заде, Вагиф Азиз оглы
Вагиф Азиз оглы Мустафа-заде (азерб. Vaqif Əziz oğlu Mustafazadə; 16 марта 1940; Баку — 16 декабря 1979, Ташкент) — советский азербайджанский джазовый композитор и пианист. Заслуженный артист Азербайджанской ССР (1979), лауреат Государственной премии Азербайджанской ССР (1982), один из ярких джазовых пианистов двадцатого века.

## Биография
Вагиф Мустафа-заде родился 16 марта 1940 года в Баку в семье майора медицинской службы. После смерти отца воспитанием будущего композитора занялась его мать, преподававшая азербайджанскую народную музыку.
В 1957 году Вагиф поступил в Бакинское музыкальное училище им. А.Зейналлы. Учился вместе с Муслимом Магомаевым.

## Творчество
Вагиф Мустафа-заде — наиболее известный и успешный джазовый исполнитель в истории Азербайджана, создатель нового направления в джазе — азербайджанского джаз-мугама. Он также был основателем различных ансамблей, первым из которых стало джаз-трио «Кавказ» при Госфилармонии Грузии. В Баку им были созданы вокально-инструментальные ансамбли «Лейли» (1970 г.), «Севиль» (1971 г., на базе Гостелерадио Азербайджана), «Мугам» (1977).

Мемориальная доска на стене дома в Ичери-шехер, в котором жил Вагиф Мустафа-заде. Бронза, 1986

Вагиф Мустафа-заде — лауреат фестивалей «Таллин-66», «Таллин-67», бакинского фестиваля «Джаз-69», Всесоюзного джазового фестиваля в Донецке в 1977 году, джазового фестиваля «Тбилиси-78», принесшего ему звание лучшего пианиста (здесь же состоялся дебютный выход на сцену восьмилетней Азизы Мустафа-заде, сразу ставшей лауреатом фестиваля). В 1979 году на Международном конкурсе джазовой композиции в Монако Вагиф Мустафа-заде завоевал I премию и приз — белый рояль. Однако Вагиф не успел узнать об этой победе — он скончался от сердечного приступа в Ташкенте, 16 декабря 1979 года, на сцене, во время исполнения композиции «В ожидании Азизы». Ему было 39 лет. После его смерти Уиллис Коновер (Willis Conover) — ведущий англоязычной передачи «Время джаза» (Jazz Time) на радио «Голос Америки» — полностью посвятил свою часовую передачу Вагифу Мустафа-заде в 1980 году.
На творчество Вагифа Мустафа-заде огромное влияние оказало общение с такими музыкантами, как Т. Курашвили, Д. Джапаридзе (Грузия), Г. Лукьянов (Россия), Рафик Бабаев (Азербайджан), Ян Юханссон (Швеция), Хорст Янковский (Германия). Би Би Кинг сказал, что хотел бы играть блюз так, как играет Мустафа-заде.

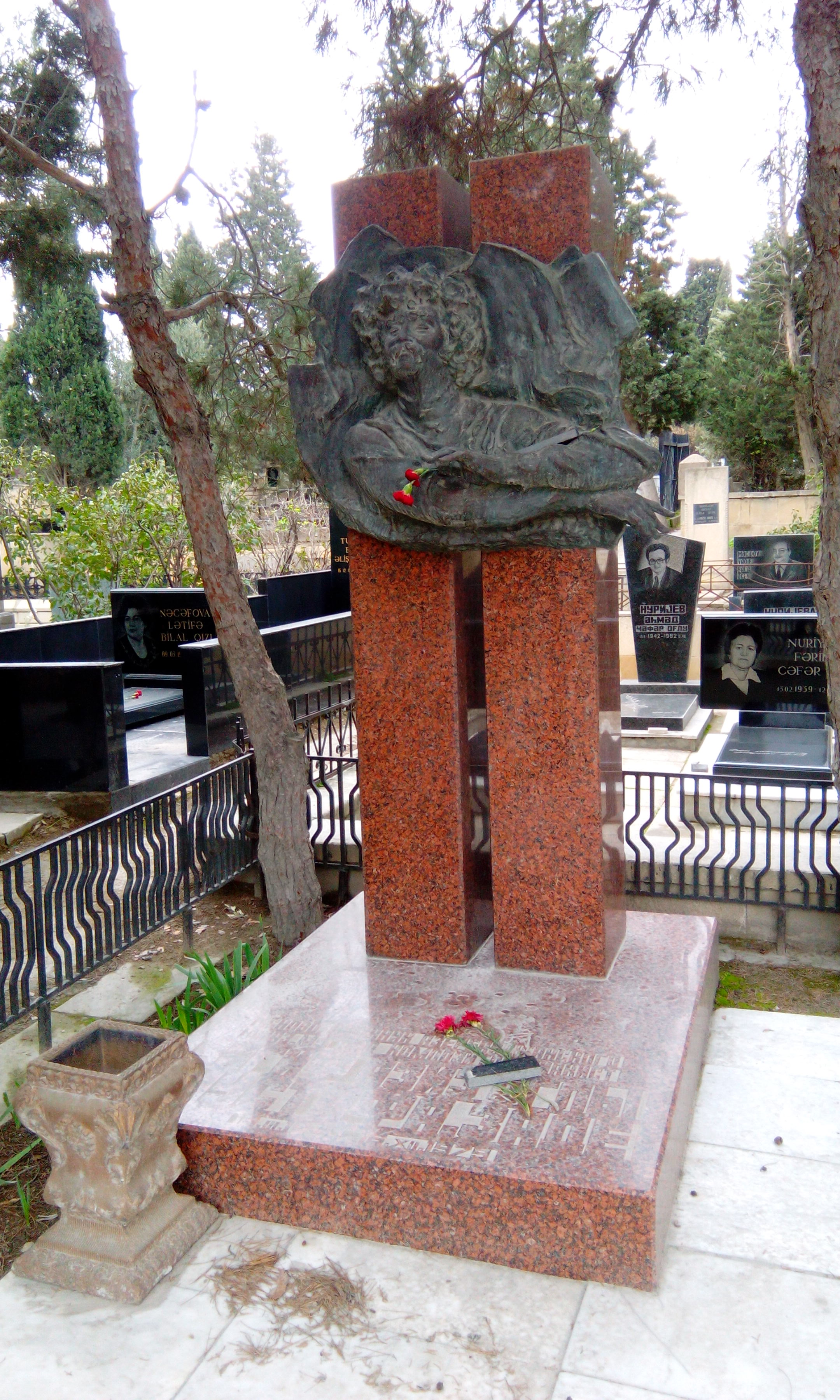
Могила Вагифа Мустафа-заде в Баку

Благодаря своим оригинальным композициям, богатым восточным колоритом, импровизациям и смешениям ритмов мугама и джаза, Вагиф стал живой легендой. Его творчество высоко ценилось как на Родине, так и за рубежом.
В 1967 году на состоявшемся в Таллине джазовом фестивале выступили и Вагиф Мустафазаде, и Рафик Бабаев. Ведущий джазовой программы «Голоса Америки» Уиллис Коновер также был среди гостей фестиваля. Выступил и легендарный саксофонист Чарльз Ллойд со своим квартетом, в состав которого входили ещё молодые Кит Джарретт и Джек ДеДжоннетт. Познакомившийся с творчеством Мустафа-заде знаменитый американский джаз-музыкант Диззи Гиллеспи поблагодарил Мустафа-заде за создание музыки будущего.
В 1968 году состоялись первые гастроли Вагифа по городам СССР.
В 1970 году Мустафазаде и целый ряд известных азербайджанских музыкантов (Рашид Бейбутов, Мубариз Тагиев и другие) дали несколько концертов по странам Латинской Америки.

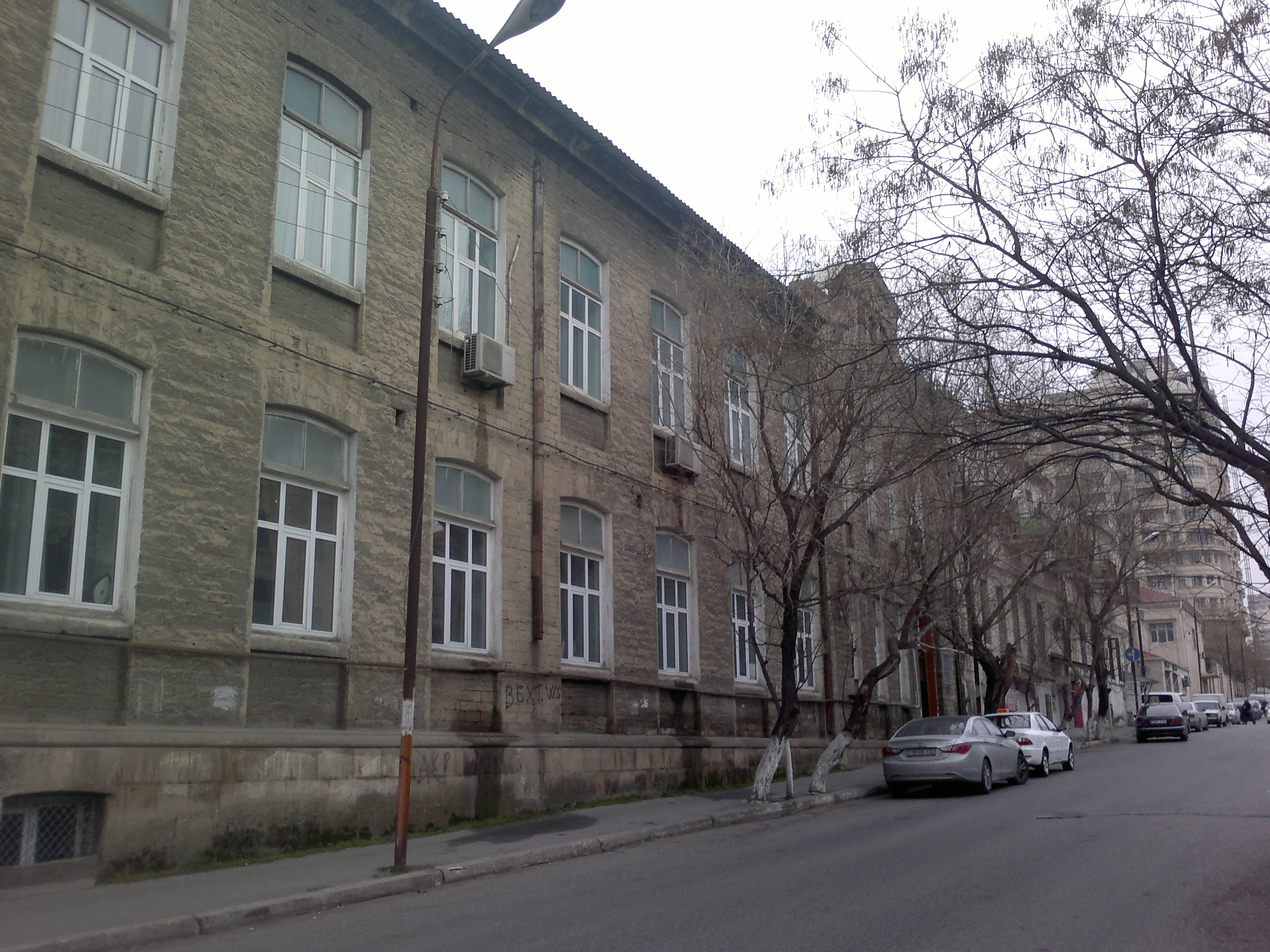
Школа искусств имени Вагифа Мустафазаде в Баку

Вагиф Мустафа-заде был первым в СССР джазовым исполнителем, получившим звание «заслуженного артиста СССР».
Вагиф Мустафа-заде покорял слушателей своей самобытностью, виртуозной техникой, своеобразным гармоническим языком. Он первым использовал в джазе азербайджанский колорит, мугамы и стал основоположником азербайджанского джаза. Автор множества собственных джазовых композиций и обработок, Мустафа-заде писал также симфоническую и камерную музыку. В Союзе композиторов Азербайджанской ССР с большим успехом был принят написанный им концерт для фортепиано и симфонического оркестра, где Мустафа-заде продемонстрировал свои огромные возможности и в этом направлении. Ему принадлежит также множество камерных фортепианных пьес.
Имя Вагифа и Азизы Мустафа-заде вошло во Всемирную энциклопедию джаза под редакцией авторов из США (англ.), а также в издание этой энциклопедии на русском языке  в литературной переработке джазового критика  Владимира Феертага.
Пианист ансамбля «Мелодия» и композитор Борис Фрумкин посвятил памяти Мустафа-заде свою инструментальную пьесу «Вспоминая друга», которая в 1980 году была исполнена ансамблем на международном джазовом фестивале «Jazz Yatra 80» в Бомбее (Индия) и чуть позже издана на виниловой пластинке коллектива «Концерт в Бомбее» вместе с другими авторскими композициями музыкантов «Мелодии». Спустя пару лет она вошла во второй альбом-сборник из серии «Дискоклуб», состоявший из двух дисков, второй из которых включал в себя современную советскую джазовую музыку.

## Семья
Жена — Эльза Мустафа-заде (Бандзеладзе), певица, бывшая солистка вокально-инструментального ансамбля «Севиль».
Старшая дочь — Лала Мустафа-заде, пианистка, преподавала в Парижской консерватории, в настоящее время работает в Гранд-опера.
Младшая дочь — Азиза Мустафа-заде, джазовая исполнительница и композитор.

## Высказывания о Вагифе Мустафа-заде
- «Его музыка удивительно современна, и в то же время от неё веет таинствами древних кавказских мелодий, воспетых поэтами не одного поколения. Это сказка, рассказанная Шехерезадой в 1002 ночь!» — шведский пианист Я. Юханссон.
- «В. Мустафа-заде — один из лучших пианистов мира» — президент Вашингтонского джаз-клуба Д. Бэкер.
- «В. Мустафа-заде — пианист, который имеет свой, ярко выраженный почерк. Он великолепно играет свой джаз, умело использует азербайджанский колорит. Он смело может быть примером для многих джазменов» — П. Бродовски (Польша).
- «В. Мустафа-заде пианист экстракласса, которому трудно найти равных в джазе. Это самый лиричный пианист, которого я слышал» — американский музыкант и критик У.Коновер.